# Toninho Cecílio
Toninho Cecílio (Avaré, 27 maggio 1967) è un ex calciatore brasiliano, di ruolo difensore.

## Palmarès

### Giocatore

#### Competizioni nazionali
- Coppa del Brasile: 1

Cruzeiro: 1993
- Campionato giapponese: 1

Cerezo Osaka: 1994

#### Competizioni internazionali
- Coppa CONMEBOL: 1

Botafogo: 1993

### Allenatore

#### Competizioni statali
- Campionato Baiano: 1

Vitória: 2010
- Copa do Nordeste: 1

Vitória: 2010
- Campeonato Paulista Série A2: 1

Santo André: 2016